# Pleochaetis paramundus
Pleochaetis paramundus är en loppart som beskrevs av Hamilton Paul Traub 1950. Pleochaetis paramundus ingår i släktet Pleochaetis och familjen fågelloppor. Inga underarter finns listade i Catalogue of Life.